# Diego Souza (ur. 1985)
Diego de Souza Andrade (ur. 17 czerwca 1985 w Rio de Janeiro) – piłkarz brazylijski grający na pozycji ofensywnego pomocnika.

## Kariera klubowa
Diego Souza jest wychowankiem Fluminense FC, w którym rozpoczął karierę w 2003 roku. W 2005 roku zdobył mistrzostwo stanu Rio de Janeiro – Campeonato Carioca. W trakcie sezonu 2005 został kupiony do Benfiki Lizbona, jednak natychmiast został wypożyczony do CR Flamengo.
Latem 2006 Diego Souza wyjechał do Europy, gdzie przez roku występował w portugalskiej Benfiki Lizbona. W Benfice był rezerwowym i wystąpił tylko w meczach Primeira Liga. Na początku 2007 wrócił do Brazylii. Z Benfiki został wypożyczony do Grêmio Porto Alegre, w którym spędził rok. Z Grêmio zdobył mistrzostwo stanu Rio Grande do Sul – Campeonato Gaúcho 2007. W 2008 roku został wykupiony z Benfiki przez SE Palmeiras, w którym występował przez dwa lata. Z Palmeiras zdobył mistrzostwo stanu São Paulo – Campeonato Paulista w 2008 roku.
Od 1 lipca jest zawodnikiem Clube Atlético Mineiro. W Atlético Mineiro zadebiutował 16 lipca 2010 w wygranym 3-2 meczu z Atlético Goianiense, zastęując w 73 min. Diego Tardelliego. Pierwszą bramkę dla Atlético Mineiro zdobył w 22 lipca 2010 w przegranym 1-2 meczu z SC Internacional.
W marcu 2011 roku podpisał czteroletni kontrakt z CR Vasco da Gama. Grał z numerem 10. 10 lipca 2012 przeszedł do saudyjskiego klubu Ittihad FC. Na początku 2013 powrócił do Brazylii, gdzie został piłkarzem Cruzeiro EC. 15 lipca 2013 przeniósł się do Metalista Charków. 11 marca 2014 został wypożyczony do Vasco da Gama. 18 grudnia 2015 przeszedł do Fluminense FC
| Sezon   | Klub                   | Mecze | Bramki | Rozgrywki             |
| ------- | ---------------------- | ----- | ------ | --------------------- |
| 2003    | Fluminense FC          | 7     | 0      | Campeonato Brasileiro |
| 2004    | Fluminense FC          | 29    | 3      | Campeonato Brasileiro |
| 2005    | Fluminense FC          | 4     | 0      | Campeonato Brasileiro |
| 2005    | CR Flamengo            | 21    | 5      | Campeonato Brasileiro |
| 2006    | CR Flamengo            | 1     | 0      | Campeonato Brasileiro |
| 2006/07 | SL Benfica             | 2     | 0      | Primeira Liga         |
| 2007    | Grêmio Porto Alegre    | 33    | 8      | Campeonato Brasileiro |
| 2008    | SE Palmeiras           | 33    | 6      | Campeonato Brasileiro |
| 2009    | SE Palmeiras           | 34    | 8      | Campeonato Brasileiro |
| 2010    | Clube Atlético Mineiro | 28    | 5      | Campeonato Brasileiro |
| 2011    | CR Vasco da Gama       | 22    | 9      | Campeonato Brasileiro |
| Łącznie | Łącznie                | 189   | 40     | 40                    |

## Kariera reprezentacyjna
W reprezentacją Brazylii Diego Souza zadebiutował 11 października 2009 w przegranym 1-2 wyjazdowym meczu eliminacjach Mistrzostw Świata 2010 z reprezentacją Boliwii. Diego Souza zastąpił w 46 min. Alexa. Był to do tej pory jego jedyny mecz w reprezentacji.